# Albert von Maybach

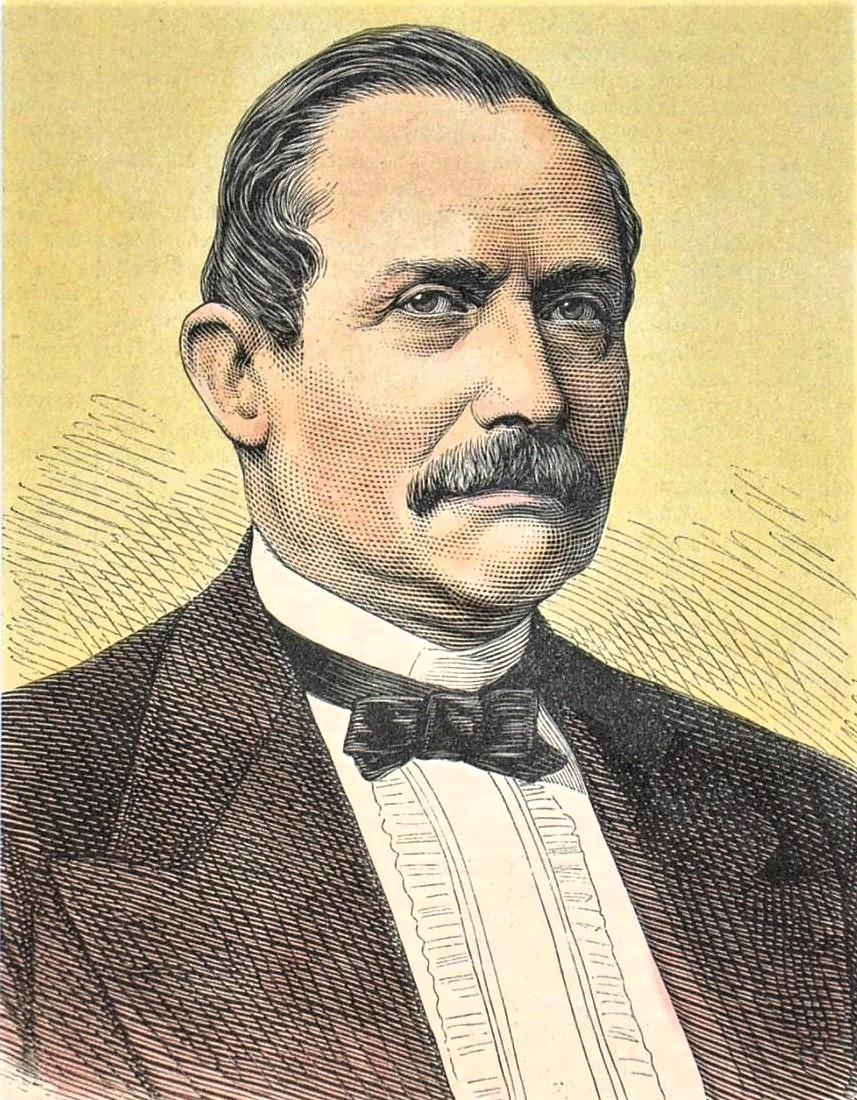
Albert von Maybach (1877)

Arnold Heinrich Albert Maybach, à partir de 1888 von Maybach, (né le 29 novembre 1822 au manoir d'Abdinghof près de Werne (province de Westphalie) et mort le 21 janvier 1904 à Charlottenbourg près de Berlin) est un avocat allemand et ministre du royaume de Prusse.

## Biographie
Albert von Maybach est le fils du maire de Werne, Friedrich Maybach (1776-1841 ; maire : 1820-1836) et de sa femme Johanna Helena née Homan. La famille est catholique romaine.
Maybach étudie au lycée Saint-Pierre de Recklinghausen (de) et étudie le droit et les sciences politiques à Bonn, Heidelberg et Berlin. À partir de 1842, il est membre du Corps Hansea Bonn (I). En 1847, il entre dans le service judiciaire prussien comme avocat stagiaire. En 1850 il devient assesseur de cour et en 1852 juge de zone à Hagen. En 1854, il rejoint l'administration des chemins de fer prussiens. De confession catholique romaine, il y a vu s'ouvrir des perspectives bien différentes de celles de l'administration traditionnelle, longtemps dominée en Prusse par les protestants et les aristocrates.

### Administration des chemins de fer
Il commence sa «carrière ferroviaire» à la Direction royale des chemins de fer de l'Est (de) à Bromberg en tant qu'évaluateur du gouvernement. Avec 662 km de lignes, le chemin de fer de l'Est prussien est alors le plus grand chemin de fer de l'État prussien. Dès 1855, il est nommé commissaire d'État du chemin de fer de Haute-Silésie (de). Après y avoir découvert des manipulations économiques au détriment de l'État, il presse le ministre responsable, August von der Heydt, de nationaliser le chemin de fer, qui n'est pas nationalisé en 1856, mais dont l'exploitation est reprise par les chemins de fer de l'État. L'administration des chemins de fer est désormais assurée par la toute nouvelle Direction impériale des chemins de fer de Breslau (de), dont le premier directeur est Maybach.
Cela lui ouvre la voie vers le ministère prussien du Commerce, où il entre en 1858 en tant que conseiller chargé de conférences avec le titre de "Geheimer Oberregierungsrat" sous le ministre August von der Heydt. Il s'occupe principalement de maîtriser le désordre financier de la Compagnie des chemins de fer Rhin-Nahe (de). Ce faisant, il devient de plus en plus partisan d'un système ferroviaire exclusivement basé sur les chemins de fer de l'État. Il s'oppose ainsi au nouveau ministre du Commerce, le comte Heinrich Friedrich von Itzenplitz, qui est au moins favorable à un système mixte, mais qui nourrit une grande sympathie pour les entreprises ferroviaires financées par le secteur privé.
Lorsque la Prusse annexe le royaume de Hanovre après la guerre austro-prussienne, la direction impériale des chemins de fer d'Hanovre est formée à partir de son administration centrale des chemins de fer et Maybach est nommé premier directeur le 1er mars 1867. Lorsque le comte von Itzenplitz est finalement renversé en 1873 par le scandale des chemins de fer autour du "roi des chemins de fer" Bethel Henry Strousberg, Maybach est rappelé à Berlin pour superviser les chemins de fer privés au ministère du Commerce. Après la démission de Friedrich-Wilhelm Scheele, il est nommé deuxième directeur de l'office du Reich aux Chemins de fer, qui a été fondé l'année précédente, à l'instigation d'Otto von Bismarck. Le projet de Bismarck d'acquérir les compagnies ferroviaires les plus importantes pour le Reich échoue en raison de l'opposition des États fédérés. De même, le projet de Maybach de 1875 d'une loi sur les chemins de fer du Reich soumis au Bundesrat y est rejeté. Maybach n'est plus intéressé par une autorité qui n'a pratiquement aucun pouvoir. Cependant, il ne bascule pas dans le secteur privé – il avait par exemple reçu une offre d'Alfred Krupp – mais revient au ministère du Commerce comme sous-secrétaire d'État. En 1878, le ministre du Commerce Heinrich von Achenbach, également ministre des Travaux publics, démissionne et Maybach lui succède dans les deux fonctions le 30 mars 1878 .

### Ministre
En 1879, l'union personnelle entre les deux ministères est abolie et supprimée conserve le ministère des Travaux publics. Maybach est également responsable des chemins de fer prussiens. En même temps, il est chef du Bureau du Reich pour l'administration des chemins de fer du Reich en Alsace-Lorraine. En tant que ministre, il travaille maintenant avec Otto von Bismarck pour nationaliser les chemins de fer en Prusse. Il organise cela en grande partie sous forme d'achat. D'une part, l'État achète directement des actions dans les compagnies de chemin de fer. D'autre part, il menace d'attribuer des concessions pour des lignes ferroviaires concurrentes et avec une course tarifaire. Ce faisant, il persuade les actionnaires d'échanger leurs actions contre des obligations d'État. Lorsque Maybach quitte ses fonctions en 1890, la Prusse a acheté 14 056 km de voies ferrées pour 2,8 milliards de marks. Dans l'année qui suit le départ de Maybach, les chemins de fer prussiens réalisent un bénéfice de 318 millions de marks, ce qui correspond à un taux d'intérêt de plus de 10 %. Lorsqu'il quitte la fonction publique, le système ferroviaire purement de l'État est pour l'essentiel en place en Prusse et la réforme de la gestion du réseau ferroviaire public prussien qu'il a initiée est achevée.
Peu après l'arrivée au pouvoir de l'empereur Guillaume II en 1888, un incident se produit entre l'empereur et Maybach, car Sa Majesté critique le ministre pour avoir refusé d'enfreindre les règles de sécurité afin de permettre à certains membres de la cour, qui ont manqué le départ du train de la cour, de suivre le train sur une locomotive de remplacement tenue à disposition dans le cantonnement encore occupé par le train de la cour. Ce n'est que grâce à la médiation de Bismarck que Maybach est resté en poste.

### Politique
En 1882-1888 et 1890-1893, Maybach est député de la Chambre des représentants de Prusse, où il ne rejoint aucune faction.

## Honneurs
Albert von Maybach est citoyen d'honneur de Bromberg. Il est récipiendaire des ordres suivants :
États allemands
- Ordre d'Albert l'Ours (duché d'Anhalt)
- Ordre du Lion de Zaeringen, grand-croix (grand-duché de Bade)
- Ordre du mérite civil de la Couronne de Bavière, grand-croix
- Ordre d'Henri le Lion, grand-croix (duché de Brunswick)
- Ordre de Louis de Hesse, grand-croix (grand-duché de Hesse)
- Ordre de la Maison princière de Lippe, 1re classe avec une couronne d'or
- Ordre de la Couronne de Wende avec couronne en or (grand-duché de Mecklembourg-Schwerin, grand-duché de Mecklembourg-Strelitz)
- Ordre du Mérite du duc Pierre-Frédéric-Louis avec couronne et chaîne en or (grand-duché d'Oldenbourg)
- Ordre de l'Aigle noir avec chaîne (royaume de Prusse)
- Ordre de la Maison royale de Hohenzollern, croix du grand commandeur (royaume de Prusse)
- Ordre d'Albert, grand-croix (royaume de Saxe)
- Maison Ordre du Faucon Blanc, grand-croix (grand-duché de Saxe-Weimar-Eisenach)
- Ordre de la Maison ernestine de Saxe, grand-croix (duché de Saxe-Altenbourg, duché de Saxe-Cobourg et Gotha et duché de Saxe-Meiningen)
- Croix d'honneur de Schwarzbourg, croix d'honneur de 1re classe
- Ordre du Mérite (Waldeck), 1re classe
- Ordre de la Couronne de Wurtemberg, grand-croix

Autres États
- Officier de la Légion d'honneur française
- Commandeur de l'ordre de la Couronne de chêne, (grand-duché de Luxembourg)
- Ordre du Lion néerlandais, grand-croix (Pays-Bas)
- Ordre de la Couronne de fer, 1re classe classe (empire d'Autriche)
- Ordre d'Alexandre Nevsky (Empire russe)
- Ordre de Sainte-Anne, 1re classe (Empire russe)
- Commandeur de la grand-croix de l'ordre royal de l'Étoile polaire (royaume de Suède)

En 1888, il est élevé à la noblesse et porte depuis lors le nom d'Albert von Maybach .
Albert von Maybach est mort le 21 janvier 1904 d'un accident vasculaire cérébral. Il est enterré dans l'ancien cimetière Saint-Matthieu à (Berlin-) Schöneberg, dont la tombe est conservée. La sépulture de sa fille Hélène et de son mari Robert Hausmann s'y trouve également, mais elle a été nivelée. Sur la tombe de Maybach, il y a une inscription commémorative pour son épouse Marie née Brefeld (1831-1886), qui n'est pas enterrée ici. De 1987 à 2009, sa tombe était dédiée à la ville de Berlin en tant que tombe d'honneur.
Des écoles, des rues et des places ont été baptisées du nom de Maybach, comme par exemple la Maybachstraße à Kiel-Gaarden-Süd. En 1882, la mine Maybach (de) dans le quartier du même nom de Friedrichsthal en Sarre porte aussi le nom du ministre prussien des Travaux publics. Dans les environs de son lieu d'activité, Berlin, une place fut nommée en son honneur en 1883/84 et, en raison de sa compétence en matière de voies navigables, la rive Maybach (de) sur le canal Landwehr à Rixdorf